# Tange (Apen)
Tange ist eine Bauerschaft und Ortsteil der Gemeinde Apen im Landkreis Ammerland in Niedersachsen.

## Geographie
Tange liegt fünf Kilometer südwestlich von Apen. Zur Bauerschaft Tange gehören Teile von Nordloh-Kanal.

## Geschichte
In der Aper Chronik wurde Tange erstmals 1273 erwähnt als „auf der Tange“. 1834 grassierte die Asiatische Cholera in Tange, an der mehrere Menschen starben.

### Einwohnerentwicklung
Nachfolgend ist die Einwohnerzahl des Ortsteiles Tange mit Stand 31. Dezember dargestellt.
- 2014: 448 Einwohner[2]
- 2015: 446 Einwohner[2]
- 2016: 449 Einwohner[2]
- 2017: 448 Einwohner[2]
- 2018: 485 Einwohner[2]
- 2019: 475 Einwohner[2]
- 2020: 498 Einwohner[2]

## Kultur
1986 wurde der Ortsbürgerverein Tange gegründet. Es gibt eine Theatergruppe Tanger Speelköppel und seit 2003 das Dorfgemeinschaftshaus Dörpshus Tange, ehemals die Dorfschule. Über die Grenzen hinweg bekannt ist die „Disco Tange“, die es schon seit über 30 Jahren im Ortskern gibt.